# L'Amour de gré ou de force
Pour plus de détails, voir Fiche technique et Distribution.
L'Amour de gré ou de force (Per amore o per forza) est un film italien réalisé par Massimo Franciosa, sorti en 1971.

## Fiche technique
- Titre original : Per amore o per forza
- Titre français : L'Amour de gré ou de force
- Réalisation : Massimo Franciosa
- Scénario : Massimo Franciosa, Gianfranco Battistini, Franco Ferrari et Lucile Laks
- Musique : Augusto Martelli
- Pays d'origine : Italie
- Format : Couleurs - 2,35:1 - Mono
- Genre : comédie
- Date de sortie : 1971

## Distribution
- Michèle Mercier : Arabella
- Carlo Giuffré : Bruno
- Yanti Somer : Jane
- Marina Malfatti : Nora
- Venantino Venantini
- Jacques Herlin
- Lidia Biondi
- Enzo Cerusico
- Cristina Gaioni
- Dana Ghia
- Gina Rovere